# 酒鬼薔薇聖斗と関東連合
『酒鬼薔薇聖斗と関東連合』（さかきばらせいととかんとうれんごう）は、柴田大輔の著書。

## 概要
2016年10月27日にサイゾーから出版。
六本木クラブ襲撃事件を起こしたことで知られる不良グループの元幹部の著者による、神戸連続児童殺傷事件を起こした犯人について述べた書籍。著者自身のアウトローとしての半生と重ねつつ神戸連続児童殺傷事件の犯人の著書に潜む暴力性や死生観を考察している。著者は神戸連続児童殺傷事件の犯人とも直接関わっており、この人物と直接やり取りしたメールの全文も本書に収録されている。著者は直接メールをやり取りしたことについては、人とメールをやり取りしているというよりも、人の形をかたどった線の中にアニメーションやホラー映画などの映像や文字がうごめいているような、顔が無くて人でないような人と対話をしているような空虚さを感じていたと述懐する。
神戸連続児童殺傷事件で騒がれていた時期には著者は少年鑑別所に入っており、そこで同じ非行少年による事件であるということで興味を持ち記事を読み漁っていた。神戸連続児童殺傷事件当時の著者は18歳で、14歳の自分に同じことができたかや、今の自分に同じことができるかを考えてみればノーであった。神戸連続児童殺傷事件の犯人の著書である『絶歌』が発売されたことをきっかけとして著者は犯人本人と接触することができていた。
著者は『絶歌』を読了後に『絶歌』を書き直したいという欲望にとらわれ、そのために事件に関するあらゆる書籍や犯罪心理学や精神分析学の本を読んだのだが、酒鬼薔薇聖斗が「像」を結んでも「私」を超えることはできなかった。そのころに神戸連続児童殺傷事件の犯人がホームページを開設していたことから著者はだめもとで神戸連続児童殺傷事件の犯人の正体に触れるためにホームページを通じて呼びかけてみた。そうすれば返信が来て陽の当たらない場所で生きるもの同士互いに忌憚のないやり取りをしたいとのことで相互に質問を送りあう関係になった。そしてメールでは神戸連続児童殺傷事件の犯人は自身のことを偽者の表現者と割り切っており白紙の状態から物を創り上げる能力が無くて劣等感を持っているや、2015年9月に女性セブンに住居を直撃されてからは都内のビジネスホテルを転々とする生活であるということなどをメールで明かしていた。これらのようなやりとりの詳細が本書で述べられている。